# La Bordinga
La Bordinga es una casería española, hoy día despoblada, de la parroquia de San Martín de Luiña, perteneciente al municipio de Cudillero, en la comunidad autónoma de Asturias.

## Toponimia
El lugar puede encontrarse referido como La Bordinga y Bordinga.

## Demografía
En 2023, la entidad singular de población de La Bordinga tenía empadronados 0 habitantes.